# テオバルダ (小惑星)
テオバルダ (778 Theobalda) は小惑星帯の小惑星である。ヴィンチェンツォ・ザッパラは小規模な小惑星族を代表する天体としている。
ハイデルベルクのケーニッヒシュトゥール天文台で、ドイツの天文学者フランツ・カイザーが発見した。彼の父親テオバルド・カイザーに因んで命名された。